# Comté de Rio Blanco
Le comté de Rio Blanco est un comté du Colorado, aux États-Unis. Son chef-lieu est Meeker. L'autre municipalité du comté est Rangely.

## Démographie
| 1890  | 1900  | 1910  | 1920  | 1930  | 1940  |
| ----- | ----- | ----- | ----- | ----- | ----- |
| 1 200 | 1 690 | 2 332 | 3 135 | 2 980 | 2 943 |

| 1950  | 1960  | 1970  | 1980  | 1990  | 2000  |
| ----- | ----- | ----- | ----- | ----- | ----- |
| 4 719 | 5 150 | 4 842 | 6 255 | 5 972 | 5 986 |

| 2010  | - | - | - | - | - |
| ----- | - | - | - | - | - |
| 6 666 | - | - | - | - | - |